# Оймяконско плато
Оймяконското плато (Оймяконска планинска земя) (на руски: Оймяконское плоскогорье, Оймяконское нагорье) е платовидна земя, в Североизточна Азия, в югоизточната част на Яно-Оймяконската планинска земя, в източната част на Якутия, Русия.
Разположено е в басейна на горното течение на река Индигирка между хребетите Тас-Кистабит на североизток и изток и Сунтар-Хаята на югозапад, а на северозапад се понижава към Елгинското плато, което също е част от Яно-Оймяконската планинска земя. Преобладават нископланинските масиви и планински ридове с максимална височина до 1891 m в западната му част. Изградено е предимно от пясъчници и шисти пронизани от интрузивни гранити. До височина 1200 m растат редки лиственични гори, а нагоре следва планинска тундра. В Оймяконската котловина (по течението на река Индигирка) се намира полюса на студа в Северното полукълбо със средна януарска температура до –50 °C, абсолютен минимум –72,2 °C.